# Поскрьобишев Олександр Миколайович
Олександр Миколайович Поскребишев (7 серпня 1891, село Успенське Слобідського повіту В'ятської губернії, тепер Кіровської області, Російська Федерація — 3 січня 1965, місто Москва, Російська Федерація) — радянський партійний діяч. Особистий помічник Йосипа Сталіна (понад 20 років), завідувач особливого сектора ЦК ВКП(б) (Секретаріату Сталіна) (1928—1952). Генерал-майор. Депутат Верховних Рад РРФСР і Башкирської АРСР 1—3-го скликань. Депутат Верховної Ради СРСР 1—3-го скликань. Кандидат у члени ЦК ВКП(б) (1934—1939). Член ЦК ВКП(б) (1939—1954).

## Біографія
Народився 25 липня (7 серпня) 1891 року в безземельній родині селянина-шевця. У 1901 році закінчив початкову школу в селі Успенському, в 1905 році — міське реальне училище в місті Слободськой Вятської губернії. З 1906 по 1910 рік працював посильним, учнем майстерні шкіряного заводу села Вахрушево Слободського повіту.
У 1910—1914 роках — учень Вятської фельдшерської школи. З 1914 по 1917 рік працював фельдшером на Баранчинському чавуноливарному заводі Верхотурського повіту Пермської губернії (на Уралі).
Член РСДРП(б) з березня 1917 року.
У квітні 1917 — осені 1918 року — секретар партійної організації РСДРП(б) на Баранчинському заводі, голова Баранчинської ради робітничих депутатів Верхотурського повіту Пермської губернії.
З березня 1919 року був у розпорядженні Оренбурзького губернського комітету РКП(б). У 1919 році працював завідувачем відділу обліку та інформації політичного відділу Особливої Туркестанської армії.
У серпні — грудні 1919 року — голова Златоустівського повітового військово-революційного комітету Уфимської губернії. У грудні 1919 — липні 1921 року — голова виконавчого комітету Златоустівської повітової Ради робітничих і селянських депутатів Уфимської губернії.
У липні 1921 — березні 1922 року — завідувач організаційного відділу Уфимського губернського комітету РКП(б), заступник голови виконавчого комітету Уфимської міської ради.
У березні 1922 року направлений до Москви, працював інструктором із обліку в апараті ЦК РКП(б).
У березні 1923 — березні 1924 року — заступник завідувача Управління справами ЦК РКП(б).
У березні 1924 — травні 1929 року — помічник генерального секретаря ЦК РКП(б)— ВКП(б) Йосипа Сталіна. Також з 1926 по липень 1928 року — помічник секретаря ЦК ВКП(б) Станіслава Косіора. З 1925 по 1927 рік заочно навчався на господарсько-правовому факультеті 1-го Московського державного університету.
У травні 1929 — 22 липня 1930 року — заступник завідувача Секретного відділу ЦК ВКП(б).
22 липня 1930 — березень 1934 року — завідувач Секретного відділу ЦК ВКП(б).
У березні 1934 — грудні 1952 року — завідувач Особливого сектора ЦК ВКП(б). З серпня 1935 року — також завідувач канцелярії Генерального секретаря ЦК ВКП(б) Йосипа Сталіна.
З 18 жовтня 1952 по 5 березня 1953 року — член Постійної комісії із зовнішніх справ при Президії ЦК КПРС.
З грудня 1952 по березень 1953 року — секретар Президії і Бюро Президії ЦК КПРС.
До 1953 року продовжував працювати зі Сталіним. Протягом 25 років Поскрьобишеву доповідалася і ним відфільтровувалась практично вся інформація, призначена для передачі Сталіну, а найбільш важливу інформацію він доповідав відразу на засіданні Політбюро (Президії) ЦК ВКП(б).
У 1953 році Поскрьобишев був звинувачений у втраті важливих державних документів і відсторонений від роботи. Згодом повідомлялося, що інцидент був інспірований і сфабрикований Лаврентієм Берією, а документи були знайдені. З квітня 1953 по березень 1954 року — голова комісії законодавчих пропозицій Ради Союзу Верховної ради СРСР.
У березні 1954 року був відправлений Микитою Хрущовим на пенсію.
Помер 3 січня 1965 року. Похований на Новодівочому цвинтарі Москви.

## Звання
- генерал-майор

## Нагороди
- чотири ордени Леніна (14.02.1939; 20.04.1944; 6.11.1945; 6.08.1951)
- медаль «За оборону Москви»
- медаль «За перемогу над Німеччиною у Великій Вітчизняній війні 1941—1945 рр.»
- медаль «За доблесну працю у Великій Вітчизняній війні 1941—1945 рр.»